# جوي أون جوزا
جوي أون جوزا (بالفرنسية: Jouy-en-Josas)‏ هي بلدية في مقاطعة إيفلين في منطقة إيل دو فرانس في شمال فرنسا. تقع في الضواحي الخارجية الجنوبية الغربية لباريس، على بعد 16.4 كم (10.2 ميل) من وسط باريس، على الحدود الإدارية مع إيسون. في عام 2019، كان عدد سكانها 8049 نسمة.
جوي أون جوزا موطن للحرم الجامعي الرئيسي لكلية المدرسة العليا للتجارة (بالفرنسية: HEC Paris)‏.
تقع جوي أون جوزا على بعد أربعة كيلومترات إلى الجنوب الشرقي من فرساي، و 19 كيلومترًا إلى الجنوب الغربي من باريس، في وسط وادي نهر بييفر (بالفرنسية: Bièvre)‏. يبلغ عدد سكانها حوالي ثمانية آلاف نسمة. تغطي الغابات نصف مساحة جوي أون جوزا.

## وصلات خارجية
- الموقع الرسمي